# Flughafen Termas de Río Hondo

i8
i11
i13
Der Flughafen Termas de Río Hondo (offiziell: Aeropuerto Internacional Termas de Río Hondo) ist ein argentinischer Flughafen nahe der Stadt Termas de Río Hondo in der Provinz Santiago del Estero. Der Flughafen wurde erst 2012 eröffnet, unter anderem in Beisein der damaligen argentinischen Präsidentin Cristina Fernández de Kirchner. Vorher existierte dort bereits bis 1970 ein Flughafen. Wegen der Nähe zu den Flughäfen Santiago del Estero und San Miguel de Tucumán wird er nicht sehr oft angeflogen, es gibt nur eine direkte Verbindung nach Buenos Aires.

## Fluggesellschaften und Ziele
| Fluggesellschaft      | Ziel                       |
| --------------------- | -------------------------- |
| Aerolíneas Argentinas | Buenos Aires-Jorge Newbery |
| Quellen:              |                            |